# Monastero dei Cappuccini (Brno)
Il monastero dei Cappuccini (in ceco Kapucínský klášter) è un complesso religioso dell'ordine dei frati minori cappuccini con una sua chiesa che si trova a Brno, comune del Distretto di Brno-město nella Moravia Meridionale, Repubblica Ceca. Rappresenta una delle architetture barocche più caratteristiche del centro storico della città, appartiene al decanato di Brno della diocesi di Brno e risale all'inizio del XVII secolo.

## Storia

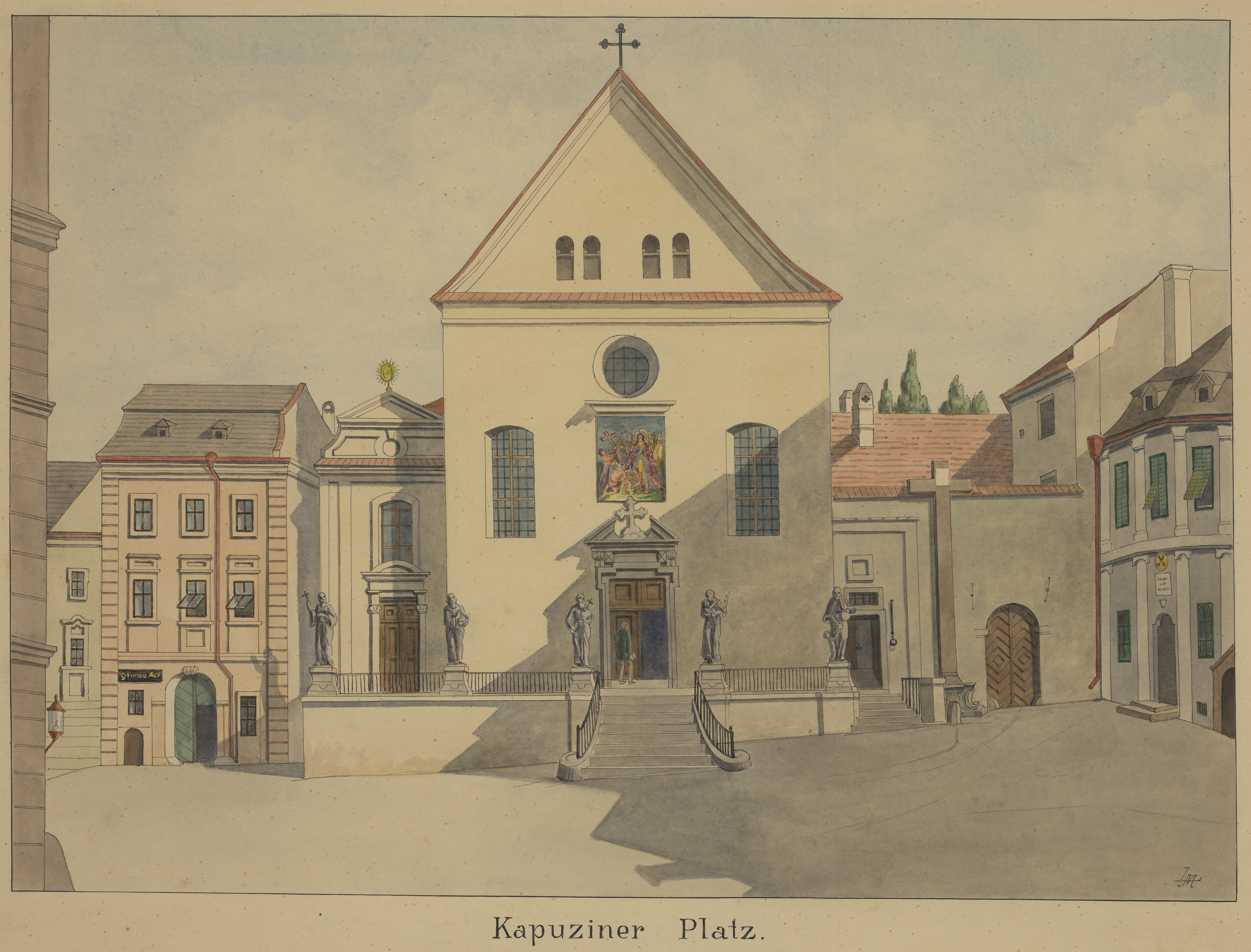
Acquerello di Franz Richter con veduta della piazza dei Cappuccini con la facciata della chiesa e degli edifici del monastero risalente ad un periodo a cavallo tra XIX e XX secolo

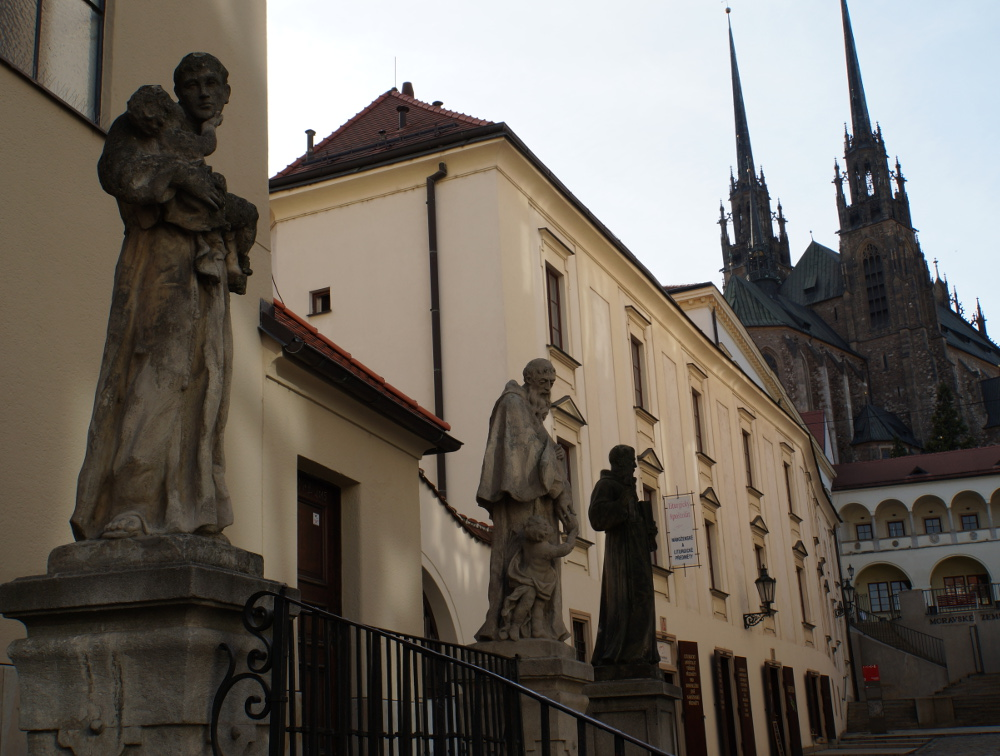
Facciata del monastero e sullo sfondo la cattedrale dei Santi Pietro e Paolo

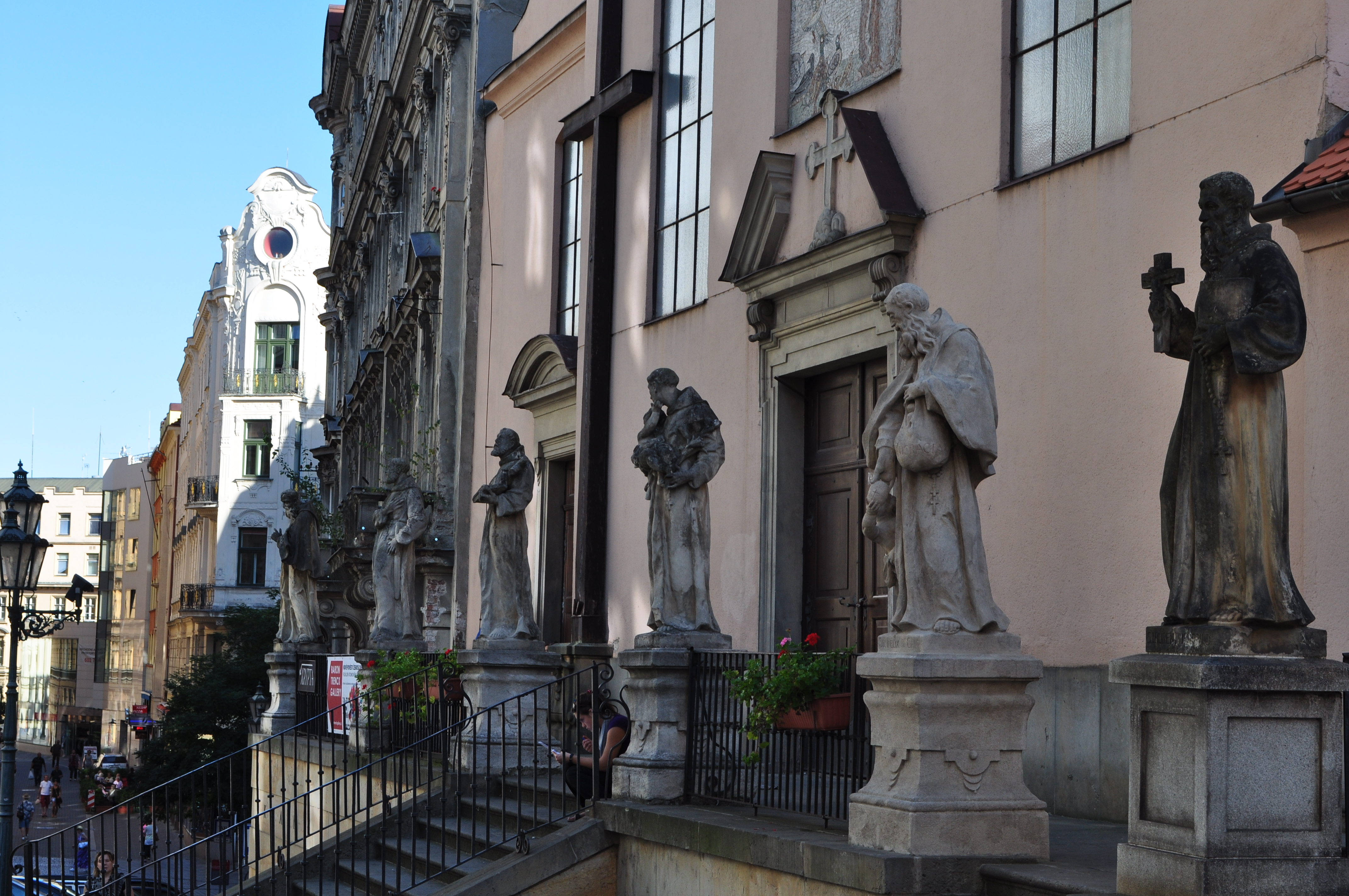
Particolare della facciata della chiesa con le statue raffiguranti San Francesco d'Assisi, Sant'Antonio di Padova, San Felice da Cantalice e San Lorenzo da Brindisi poste anteriormente

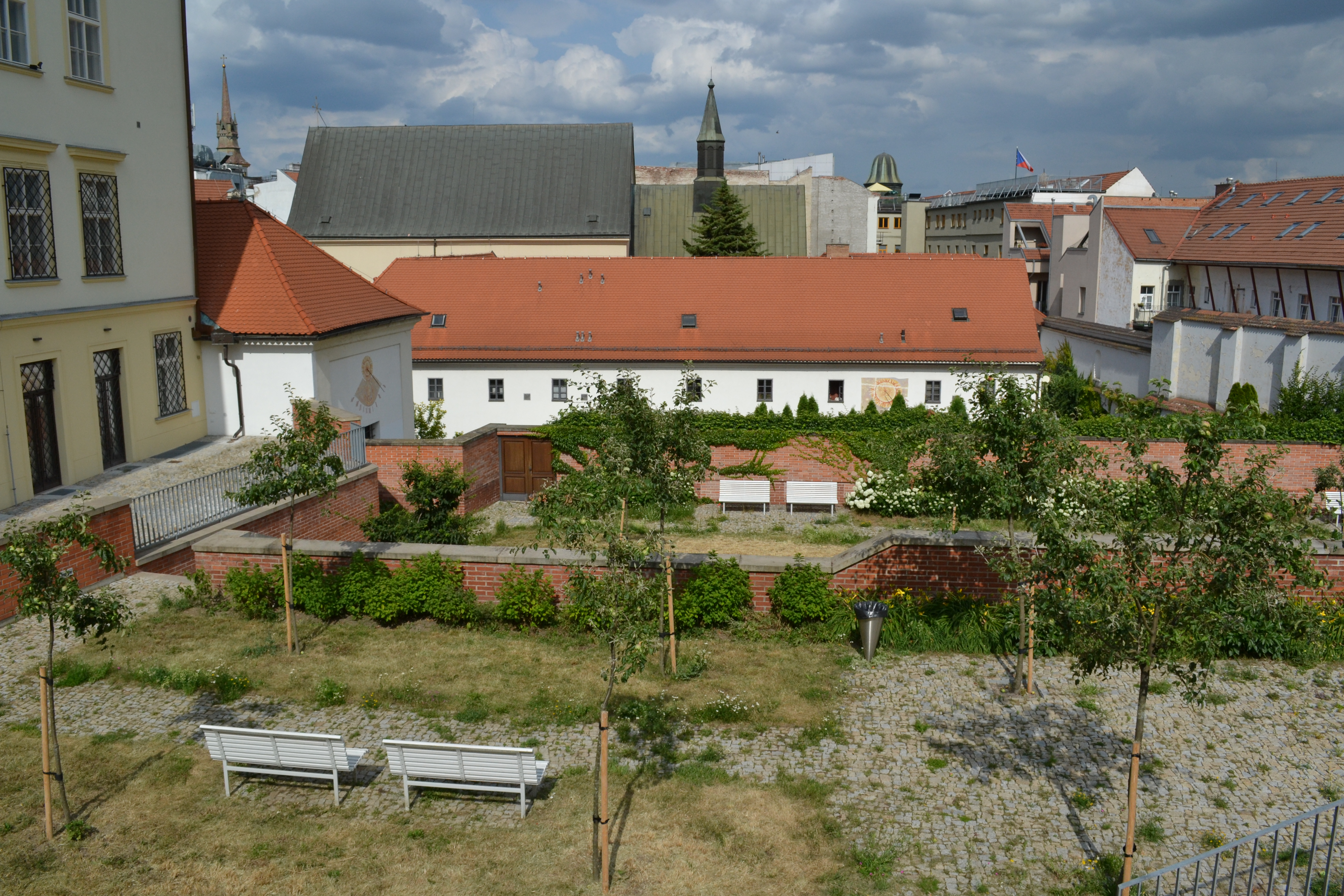
Giardino interno

I cappuccini arrivarono a Brno nel 1604 su invito del cardinale e vescovo di Olomouc Franz Seraph von Dietrichstein e per edificare il loro primo monastero scelsero la località di Před Měnínská branáu, nella periferia orientale della città. La costruzione fu probabilmente finanziata dallo stesso cardinale Dietrichstein e dal governatore regionale della Moravia Ladislav Berka z Dubé a Lipé, fratello dell'arcivescovo di Praga Zbyněk Berka z Dubé a Lipé, che facilitarono l'arrivo dei cappuccini in Boemia. Non si hanno informazioni sicure su questo monastero anche se appare probabile che non fosse molto diverso da quello che venne eretto successivamente poiché i cappuccini nei loro monasteri seguivano uno schema costruttivo uniforme che si adattava solo alle diverse condizioni del terreno. La prima chiesa conventuale ebbe dedicazione a San Francesco d'Assisi e fu consacrata nel 1606 dallo stesso cardinale Dietrichstein. Alla decorazione dei suoi interni partecipò il pittore Kosmas da Castelfranco, sacerdote della provincia veneta, che lavorò anche per l'imperatore. Alla fine della guerra dei trent'anni, quando Brno fu assediata dagli svedesi, i cappuccini persero il loro monastero perché Il comandante militare della città, Jean-Louis Raduit de Souches, ordinò che tutte le case davanti alle mura fossero rase al suolo in modo che le truppe svedesi non potessero trovarvi un punto per nascodersi e nel marzo del 1645 il primo convento dei cappuccini fu demolito. I frati trovarono asilo prima nel vecchio municipio poi si adattarono in una casa civile vicino al tribunale vescovile. Superaro il periodo bellico i cappuccini ebbero l'opportunità di erigere un secondo monastero, che ci è pervenuto. La costruzione si protrasse per ben otto anni, dal 1648 al 1656, e i tempi lunghi furono causati dalle notevoli difficoltà tecniche costruttive per il sito prescelto e le conseguenti ristrettezze finanziarie. Il terreno per la nuova costruzione fu donato dal conte Franz von Magnis e dalla consorte Priska. Sul terreno erano presenti tre case che furono demolite ma fu necessario poi acquistate altre sei case nelle vicinanze, per dare spazio al nuovo complesso. I cappuccini ottennero i finanziamenti necessari da vari benefattori, tra i quali il governatore regionale della Moravia Kryštof Pavel del Liechtenstein-Castelkorn e Ferdinand Mencl di Kolsdorf, giudice associato del tribunale reale di Brno. Il secondo monastero dei cappuccini, con la sua chiesa, fu consacrato solennemente il 7 maggio 1656 da Jan Gobbar, vescovo incaricato dalla diocesi di Olomouc. Dopo soli sei anni la volta in mattoni della chiesa dovette essere demolita a causa dei difetti nella costruzione e delle fondamenta deboli. Nel corso del XVIII secolo l'area del monastero subì importanti modifiche strutturali sotto la guida dell'architetto di Brno František Antonín Grimm. Nel 1753 la chiesa venne ampliata con una nuova cappella laterale. Nel 1764 nel monastero fu completata la costruzione di una nuova biblioteca e al suo interno sono ancora conservati i mobili originali barocchi e il suo patrimonio librario conta ottomila volumi.

## Descrizione

### Esterni
Il monastero dei Cappuccini si trova a Brno nella Moravia Meridionale, Repubblica Ceca. Il complesso è situato su un terreno leggermente in pendenza ai piedi della cattedrale dei Santi Pietro e Paolo e l'area del monastero ha di forma irregolare. L'edificio confina con il muro ovest di una antica chiesa del monastero e un'ala posteriore trasversale confina con la sua ala est. L'ala cosiddetta di Trenk chiude il complesso sul lato nord-ovest, con la facciata d'ingresso rivolta verso la piazza dei cappuccini (Kapucínské náměstí). L'edificio del convento racchiude il cortile quasi quadrato chiamato cortile del Paradiso. 

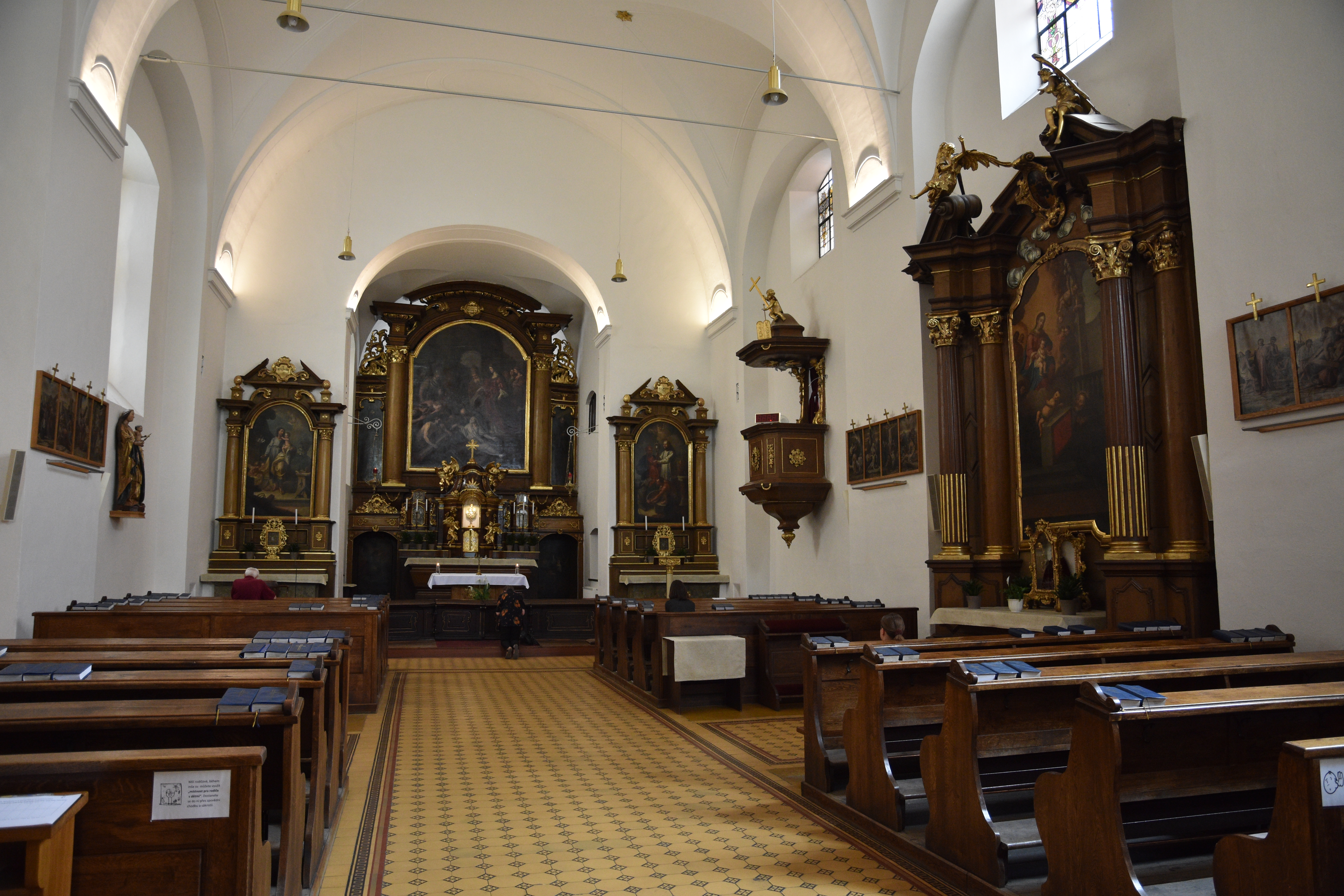
Interno della chiesa

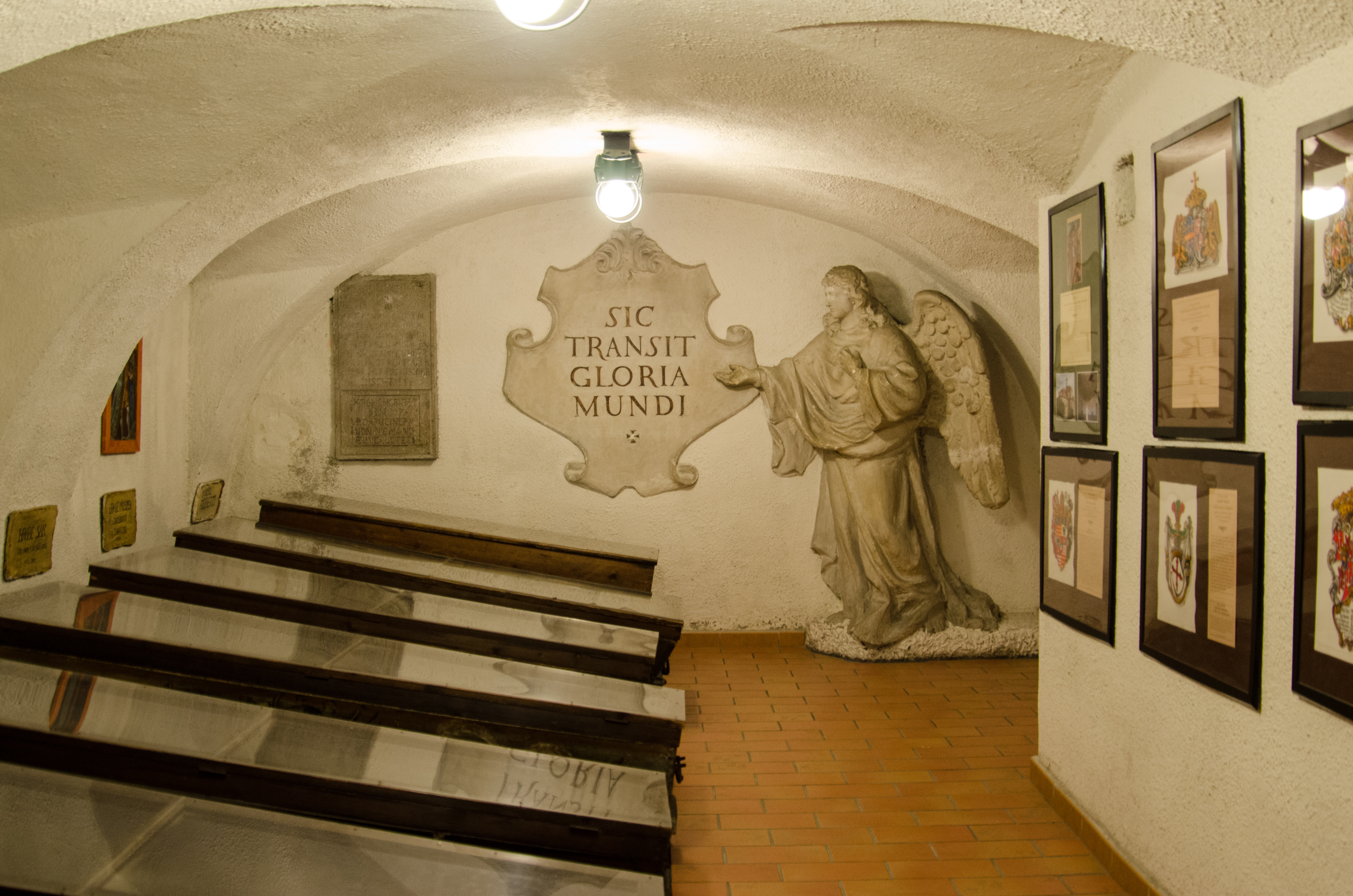
Particolare della cripta dei Cappuccini di Brno

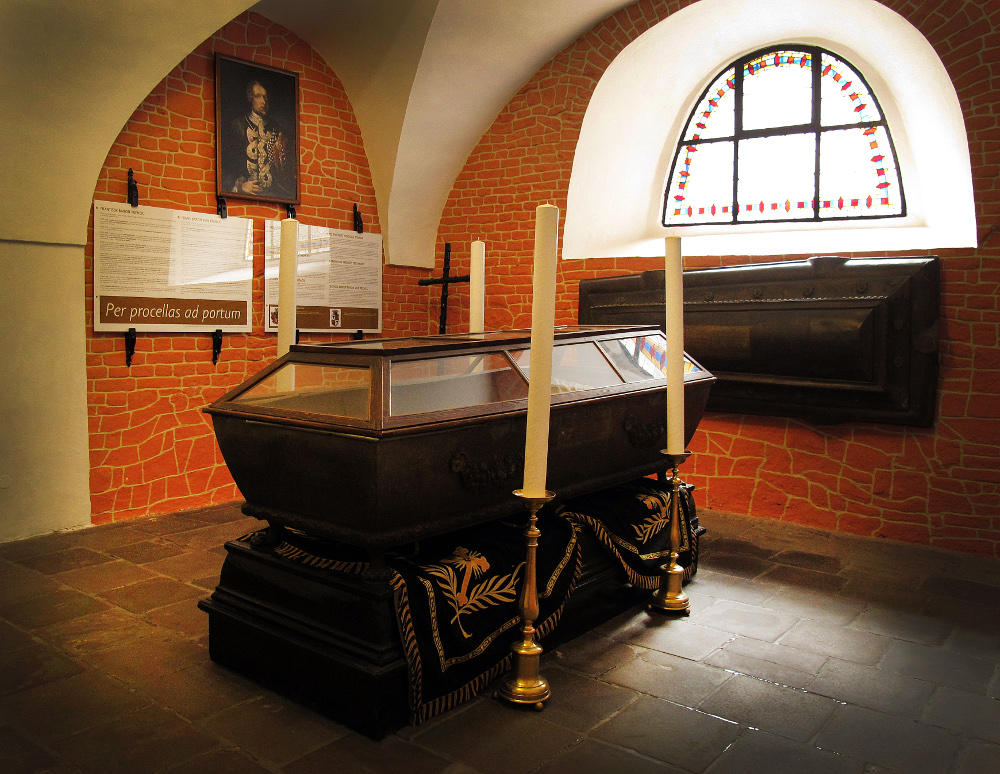
Cappella col sarcofago del barone František Trenck in una volta della cripta

L'edificio conventuale ha quattro ali. L'ala orientale, costituita solo da uno stretto corridoio, si estende a nord attraverso la sezione del piano terra fino alla facciata d'ingresso della chiesa, dove c'è l'ingresso al convento. Qui l'ala è collegata all'ala Trenk con un cancello d'ingresso. Le facciate sono lisce sormontate da una cornice profilata e al piano terra mostrano finestre rettangolari più grandi mentre al primo piano le finestre rettangolari sono più piccole. I tetti sono a due falde e a padiglione. Sul lato sud, alle spalle dell'edificio conventuale, l'area è delimitata da un alto muro di recinzione, suddiviso nella parte inferiore da un'arcata cieca e nella parte superiore da una fila di semipilastri. 
Il mosaico sulla facciata d'ingresso della chiesa raffigura la Predica agli uccelli di  Francesco d'Assisi, risale alla seconda metà del XX secolo ed è probabilmente opera di Jiří Šindler. La facciata principale della chiesa è rivolta verso la piazza (Kapucínské náměstí)) ed è rialzata su un terrazzo, dotato di due gradini di accesso e decorato con statue di santi francescani. Il cancello d'ingresso al complesso del monastero risulta suddiviso in tre parti: il cancello principale e due cancelli laterali. Sopra l'ingresso, in un cartiglio ovale con cornice è dipinto il motto dell'ordine dei cappuccini "PAX ET BONUM".
 Il giardino interno è su terreno in pendenza ed è diviso in cinque terrazze, la prima delle quali è stata restaurata secondo la sua originaria destinazione di utile giardino monastico, le altre sono disposte a parco.

### Interni
Gli interni della chiesa sono ad una sola navata con cappelle laterali e suddivisa in tre campate con volta a botte. Il presbiterio è rettangolare.  arretrato, con volta a botte forata. Sotto la chiesa si trova la cripta dei Cappuccini composta da più ambienti e accessibile dall'esterno da un cortiletto dietro l'estremità della chiesa oppure dallo stesso monastero attraverso un passaggio sotto il presbiterio, che funge da cappella ed è illuminato da un grande occhio grosso modo semicircolare forato nella parete di fondo del presbiterio. Di particolare nelle sale interne del monastero è la biblioteca dove sono ancora conservati i mobili originali barocchi e il suo patrimonio librario conta ottomila volumi. Il soffitto della biblioteca è decorato da un affresco del pittore Josef Stern che raffigura una conversazione tra i due più grandi teologi del XIII secolo: San Tommaso d'Aquino, domenicano, e San Bonaventura da Bagnoregio, francescano.

### Monumento nazionale culturale della Repubblica Ceca
La tutela dei monumenti della Repubblica Ceca considera il monastero dei Cappuccini di Brno un monumento culturale nazionale tutelato col numero di catalogo 1000139390. Ad essere tutelata non è solo il convento ma anche la chiesa con la sua cripta sottostante, il grande cancello d'ingresso, i giardini interni e le quattro statue raffiguranti San Francesco d'Assisi, Sant'Antonio di Padova, San Felice da Cantalice e San Lorenzo da Brindisi.